# Nowosiółki (Dobrzyniewo Duże)
Pour les articles homonymes, voir Nowosiółki.
Nowosiółki [nɔvɔˈɕuu̯ki] est un village situé dans la gmina de Dobrzyniewo Duże, dans le powiat de Białystok (voïvodie de Podlachie), dans le nord-ouest de la Pologne.